# Гідроморфон
Гідроморфон, також відомий як дигідроморфінон, продається під брендовою назвою Дилаудид — опіоїд, який використовують для лікування середнього та сильного болю.
Гідроморфон виготовляється із морфіну.

## Історія
Гідроморфон було запатентовано у 1923 році. Він входить до орієнтовного переліку основних лікарських засобів ВООЗ. Він доступний у вигляді дженерика. У 2017 році він був 205-им найчастіше виписуваним лікарським препаратом у США (понад два мільйони рецептів).

## Фармакологічні властивості
Вважається, що гідроморфон діє шляхом активації опіоїдних рецепторів, переважно в головному і спинному мозку. 2 мг гідроморфону внутрішньовенно приблизно еквівалентні 10 мг морфіну.

## Покази до застосування
Довготривале застосування зазвичай рекомендується лише для лікування болю при раку. Його приймають перорально або шляхом ін'єкції у вену, м'яз або під шкіру. Ефект настає протягом півгодини і триває до п'яти годин.
Не рекомендується застосовувати під час вагітності та годування груддю.

## Побічна дія
Поширені побічні ефекти включають запаморочення, сонливість, нудоту, свербіж і запор. Серйозні побічні ефекти включають залежність, низький кров'яний тиск, судоми, пригнічення дихання та серотоніновий синдром. Різке зниження дози може викликати синдром відміни.